# Karl Eidlitz
Karl Eidlitz (* 26. Oktober 1894 in Wien; † 26. September 1981 in Wien) war ein österreichischer Schauspieler, Theaterregisseur und Dramaturg.

## Leben

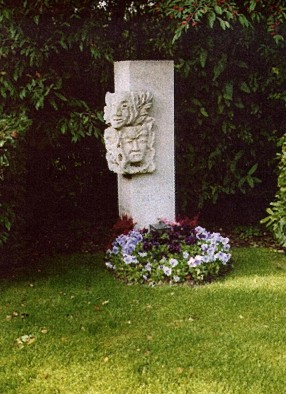
Grabstätte von Alma Seidler und Karl Eidlitz

Eidlitz kam 1919 ans Burgtheater und gehörte diesem bis zu seinem Tod an, abgesehen von einem Aufenthalt in der Schweiz von 1938 bis 1945. Er spielte den Jakob in Carl Rösslers Die fünf Frankfurter, Clitander in Der Menschenfeind, Hilarius in Der böse Geist Lumpacivagabundus, Kosinsky in Die Räuber, Oberon in Ein Sommernachtstraum, Flitterstern in Der Verschwender, Rudenz in Wilhelm Tell und Lucien in Jean Anouilhs Colombe.
Ab 1931 Regisseur, war Eidlitz einer der Mitbegründer des Burgtheaterstudios der 1930er Jahre. Er gestaltete zahlreiche Matineen und Lesungen und organisierte nach dem Zweiten Weltkrieg Burg-Gastspiele bei den Bregenzer Festspielen. 1954 wurde er Direktionsrat des Burgtheaters und war ab 1974 dessen Doyen. Er wirkte auch in mehreren Film- und Fernsehproduktionen mit.
Eidlitz war mit der Schauspielerin Alma Seidler (1899–1977) verheiratet. Der Journalist Johannes Eidlitz (1920–2000) war ihr gemeinsamer Sohn. Karl Eidlitz und Alma Seidler sind begraben in einem Ehrengrab der Stadt Wien auf dem Wiener Zentralfriedhof (Gruppe 32 C, Nr. 47).

## Filmografie
- 1921: Unter der Knute des Schicksals
- 1951: Der alte Sünder
- 1951: Der fidele Bauer
- 1952: 1. April 2000
- 1954: Die Perle von Tokay
- 1954: Verliebte Leute
- 1955: Mozart
- 1957: Maria Stuart (TV)
- 1958: Frauensee
- 1959: Brillanten aus Wien (TV)
- 1959: Maria Stuart
- 1960: Don Carlos
- 1960: Das Spiel vom lieben Augustin (TV)
- 1961: Anatol (TV)
- 1963: Alles gerettet (TV)
- 1965: Leinen aus Irland (TV)
- 1966: Donaugeschichten – W. M. und die Diplomatie (TV)